# SS City of New York
«Сити оф Нью-Йорк» (англ. SS City of New York) — британский пассажирский лайнер компании Inman Line, спроектированный как самый большой и быстрый лайнер в Атлантике. Когда он вступил в строй в августе 1888 года, это был первый двухвинтовой экспресс-лайнер, и хотя он не достиг рекорда на западном направлении, он удерживал рекорд восточного направления с августа 1892 по май 1893 года со скоростью 20,11 узла. City of New York и его побратим City of Paris считались особенно красивыми кораблями и на протяжении всей своей карьеры, были соперниками лайнеров White Star Line Тевтоника и Маджестика. В феврале 1893 года Inman Line была объединена с American Line, и по акту Конгресса переименованный Нью-Йорк был переведен под флаг США. Начиная с середины 1890-х годов, New York и Paris были объединены с St. Louis и St. Paul, чтобы сформировать одну из главных атлантических служб. New-York продолжал работать в American Line до 1920 года и был разобран на металлолом в 1923 году.
Он служил в Военно-Морском флоте США как Harvard во время Испано-Американской войны и Plattsburg во время Первой мировой войны. Его также помнят за то, что он чуть не столкнулся с RMS Titanic, когда тот начал свое первое и последнее плавание в 1912 году. Из-за лопнувших тросов корма лайнера начала смещаться в сторону "Титаника". Однако благодаря оперативной работе команды с рядом стоящего лайнера "Океаник", удалось установить новые тросы, и столкновение "Нью-Йорка" и "Титаника" удалось предотвратить.  